# المشراف (مسلسل)
المشراف مسلسل أردني تم عرضه في 2022م، من تأليف: محمود الزيودي، ومن إخراج: شعلان الدباس، وبمساعدة إخراجية من: أمل قاسم.

## قصة المسلسل وأحداثه
في إطار درامي بدوي، تتناول أحداث المسلسل، وعلى مدى (30) حلقة قصة معركة الكرامة التي وقعت عام 1968، وحدث فيها اشتباك بين الجيش الإسرائيلي و قوات التحرير الفلسطينية.

## طاقم العمل
يتكون طاقم عمل المسلسل الأردني"المشراف" من مجموعة من النجوم، نذكر من بينهم:
- عبير عيسى.
- هشام حمادة.
- شاكر جابر.
- علاء الجمل.
- حسن خمايسة
- أميرة سمير.
- لونا بشارة.
- حابس حسين
- شفيقة الطل.
- رانيا فهد
- ناريمان عبدالكريم
- ديانا رحمة.
- أريج دبابنة.
- ريناد ثلجي.
- خالد الجذاع
- مازن عجاوي.
- إبراهيم أبو الخير.
- وليد البرماوي.
- إياد شنطاوي.
- جميل برامة
- محمد المجالي.
- محمد الإبراهيمي
- غادة عباسي.
- رفعت النجار
- عمر الضمور
- محمد عواد
- حسن درويش
- عبدالكامل الخلايلة
- خليل مصطفى
- ريم سعادة.
- نجلاء سحويل
- محمد أبو سويلم